# Bevel (opdracht)

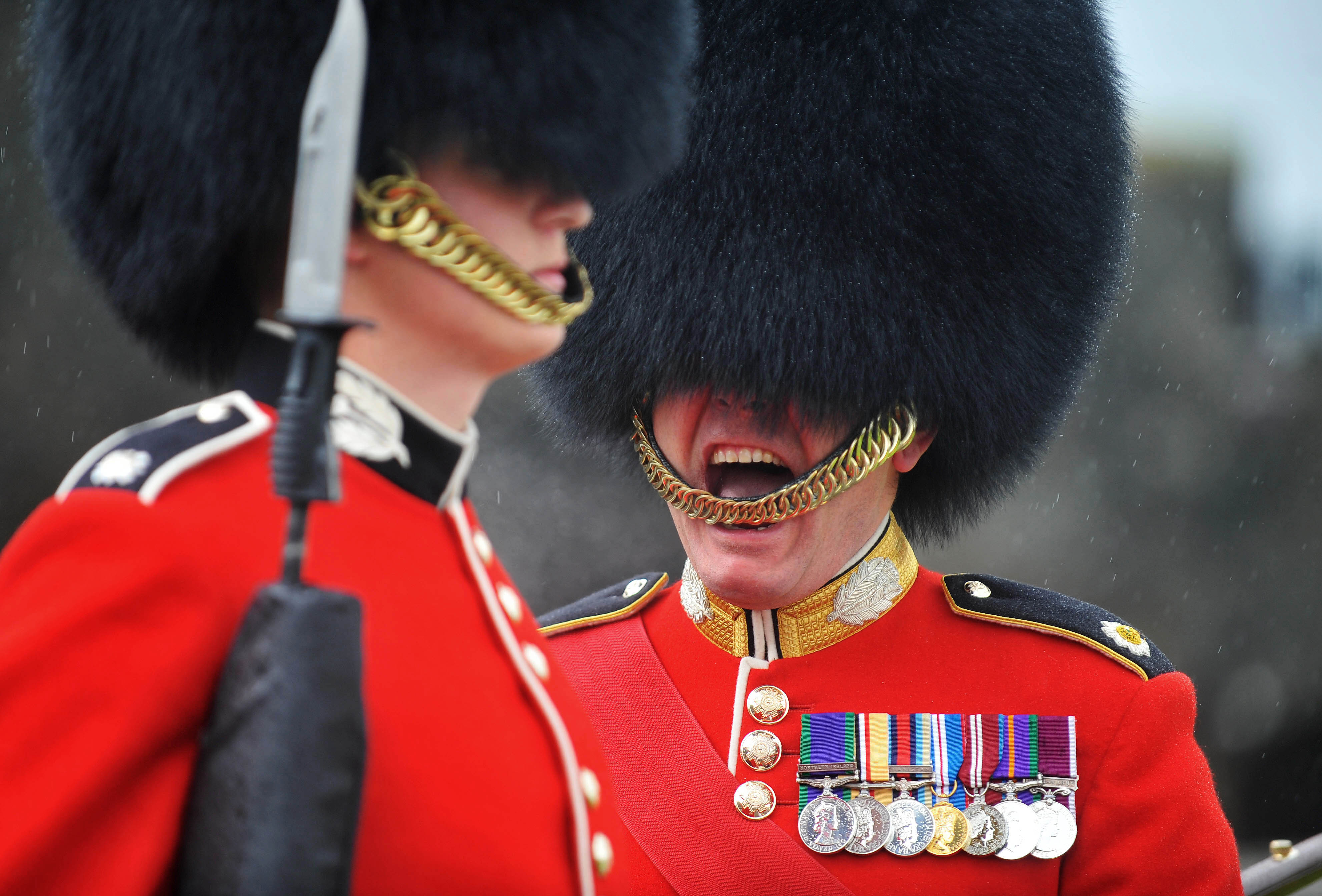
"Zou je zo vriendelijk willen zijn een stapje naar voren te willen doen?"

Een bevel is een instructie, opdracht of order om iets te doen of te laten, die gegeven wordt door een meerdere. Tegenspraak wordt daarbij niet verwacht. Het bekendst zijn de bevelen, gegeven door een militaire meerdere, zoals het dienstbevel. De militair die een dienstbevel niet opvolgt gedraagt zich in strijd met de militaire tucht, tenzij de bevolen gedraging onrechtmatig is of door de militair te goeder trouw als onrechtmatig werd beschouwd. 
Indien twee of meer onderling strijdige dienstbevelen zijn gegeven, is het niet opvolgen van een bevel dat voorafgaat aan het laatst gehandhaafde geen met de militaire tucht strijdige gedraging. 
Bij het exerceren bestaat een bevel of commando vaak uit twee delen, bijvoorbeeld "Voorwaarts.... Mars!" De militairen weten na het eerste deel wat ze kunnen verwachten en bij het tweede deel zetten ze zich tegelijk in beweging.
Voor de buitenstaander zijn mondeling gegeven bevelen het best zichtbaar bij exerceren,
maar een bevel kan ook bestaan uit een dienstorder, marsorder of een andere vorm van schriftelijke instructie. De burgerlijke overheid maakt bijvoorbeeld gebruik van bevelen, zoals het dwangbevel, het arrestatiebevel en het huiszoekingsbevel.
Ook in de burgermaatschappij wordt er bevolen. Het komt voor bij mensen die met tucht werken, zoals bij slechte leraren. Zij hebben tucht nodig om orde te houden en hun vragen of verzoeken gaan vaak in de vorm van een bevel. Tucht hoort bij een autoritaire stijl van leidinggeven. Minder vriendelijke bazen in het bedrijfsleven commanderen hun werknemers, die hun opdrachten daarmee ervaren als bevelen.
Gevoelsmatig is de geluidssterkte en intonatie van het bevel van invloed op de ervaring van degene die een bevel krijgt. Militaire bevelen worden bij een eenheid soldaten meestal op luide toon gegeven en zijn desondanks zonder emotie. Een chef die op hoge toon schreeuwt dat er iets moet gebeuren roept daarentegen wel degelijk emotie op.